# Shannon Fife
Pour les articles homonymes, voir Fife.
Shannon Fife est un scénariste et réalisateur américain né le 16 décembre 1888 au Texas (États-Unis), mort le 7 mai 1972 à Dallas (États-Unis).

## Filmographie

### comme scénariste
- 1915 : A Delayed Reformation
- 1912 : Buster's Dream
- 1912 : Buster in Nodland
- 1912 : Buster and the Pirates
- 1912 : Buster and the Gypsies
- 1912 : Buster and the Cannibal's Child
- 1913 : His Children
- 1913 : Pete Joins the Force
- 1913 : Pete, the Artist
- 1914 : The Bond of Womanhood
- 1915 : Bags of Gold
- 1915 : The Only Way Out
- 1915 : Between the Two of Them
- 1915 : The Beast
- 1916 : The Habit of Happiness d'Allan Dwan
- 1916 : Susie Snowflake
- 1916 : The Rainbow Princess de J. Searle Dawley
- 1921 : The Wakefield Case de George Irving

### comme réalisateur
- 1915 : Mother of Pearl
- 1915 : The Accusing Pen